# بو بریکهیل
بو بریکهیل (به انگلیسی: Bow Brickhill) یک روستا و محله مدنی در بریتانیا است که در باکینگهام‌شر واقع شده‌است. بو بریکهیل ۵۶۲ نفر جمعیت دارد.